# 2013 w boksie
Artykuł przedstawia, w układzie chronologicznym, najważniejsze wydarzenia z boksu amatorskiego i zawodowego, które miały lub będą miały miejsce w roku 2013.

## Styczeń
1 stycznia
- Moskwa – zmarł Jurij Aleksandrow (lat 49), bokser radziecki, mistrz świata z Monachium (1982) i mistrz Europy z Warny (1983).

9 stycznia
- – zmarł Isidro Pérez (lat 48), bokser meksykański, zawodowy mistrz świata wagi muszej federacji WBO w latach 1990-1992.

12 stycznia
- Toluca – Adrián Hernández (Meksyk) w obronie tytułu mistrza WBC w wadze junior muszej pokonał jednogłośnie na punkty Dirceu Cabarcę (Panama). Punktacja 118-110, 119-112 i 120-108.

15 stycznia
- Meksyk – zmarł Chucho Castillo (lat 68), bokser meksykański, zawodowy mistrz świata wagi koguciej w latach 1970-1971.

19 stycznia
- Nowy Jork – Román Martínez (Portoryko) zachował pas mistrza WBO w wadze junior lekkiej, remisując z Juanem Carlosem Burgosem (Meksyk). Wynik był kontrowersyjny, a sędziowie punktowali 116-112 dla Martíneza, 114-114 i 117-111 dla Burgosa.
- Nowy Jork – Orlando Salido (Meksyk) stracił tytułu mistrza WBO w wadze piórkowej, przegrywając z Miguelem Angelem Garcią (Stany Zjednoczone). Walka została przerwana w ósmej rundzie po przypadkowym zderzeniu głowami. Do czasu przerwania walki sędziowie punktowali: 79-70, 79-69 i 79-69, wszyscy dla Garcii.
- Nowy Jork – Giennadij Gołowkin (Kazachstan) obronił mistrzostwo świata WBA i IBO w wadze średniej, pokonując przez techniczny nokaut w 8. rundzie Amerykanina Gabriela Rosado.

30 stycznia
- Sydney – Daniel Geale (Australia) obronił mistrzostwo świata IBF w wadze średniej, pokonując jednogłośnie na punkty, rodaka Anthony’ego Mundine’a. Punktacja 116-112 i dwukrotnie 117-111.

## Luty
1 lutego
- Los Angeles – zmarł Władimir Jengibarian (lat 80), radziecki bokser ormiańskiego pochodzenia, mistrz Igrzysk Olimpijskich w Melbourne (1956) oraz mistrz Europy z Warszawy (1953), Pragi (1957) i Lucerny (1959).

- Düsseldorf – Sam Soliman (Australia) pokonał jednogłośnie na punkty (114-113, 114-113, 116-111) Felixa Sturma (Niemcy), zostając pretendentem IBF w wadze średniej.

13 lutego
- Derby – zmarł Don Scott (lat 84), brytyjski bokser, srebrny medalista Igrzysk Olimpijskich w Londynie (1948) w wadze półciężkiej.

16 lutego
- Atlantic City – Adrien Broner (Stany Zjednoczone) obronił tytuł mistrza świata WBC w wadze lekkiej, pokonując przez poddanie w 5. rundzie Gavina Reesa (Wielka Brytania). Rees był liczony w rundzie czwartej i piątej.
- Tijuana – Jonathan Romero (Kolumbia) zdobył wakujący tytuł mistrza IBF w wadze junior piórkowej, zwyciężając niejednogłośnie na punkty Alejandro Lopeza (Meksyk). Punktacja: 112-115, 115-112 i 116-111.

22 lutego
- Waszyngton – Lamont Peterson (Stany Zjednoczone) obronił tytuł mistrza świata IBF w wadze junior półśredniej, pokonując przez techniczny nokaut w 8.rundzie, rodaka Kendalla Holta.

23 lutego
- Detroit – Cornelius Bundrage (Stany Zjednoczone) stracił tytuł mistrza IBF w wadze junior średniej, przegrywając niejednogłośnie na punkty z rodakiem Ishe Smithem. Punktacja: dwukrotnie 116-111 dla Smitha i 114-113 dla Bundrage'a.

27 lutego
- Kawasaki – Juan Carlos Reveco (Argentyna) obronił mistrzostwo świata WBA w wadze muszej, zwyciężając jednogłośnie na punkty Masayuki Kurodę (Japonia). Punktacja: 116-112 i dwukrotnie 117-111.

## Marzec
1 marca
- Mashantucket – Billy Dib (Australia) stracił tytułu mistrza IBF w wadze piórkowej, przegrywając przez niejednogłośną decyzję sędziów z Jewgienijem Gradowiczem (Rosja). Punktacja: 114-112 dla Diba i dwykrotnie 114-112 dla Gradowicza.

2 marca
- Cebu – Donnie Nietes (Filipiny) obronił tytuł mistrza WBO w wadze junior muszej, remisując z Moisésem Fuentesem (Meksyk). Punktacja: 114-114, 114-114 i 115-113 dla Fuentésa.
- Windhoek – Pungluang Sor Singyu (Tajlandia) stracił tytuł mistrza WBO wadze koguciej, przegrywając jednogłośnie na punkty z Paulusem Ambundą (Namibia). Punktacja: 113-115, 112-116 i 112-116.
- Nowy Jork – Richard Abril (Kuba) obronił mistrzostwo świata WBA w wadze lekkiej, zwyciężając jednogłośnie na punkty Sharifa Bogere (Uganda). Punktacja: 116-110, 115-111 i 116-110.

9 marca
- Nowy Jork – Tavoris Cloud (Stany Zjednoczone) stracił tytuł mistrza IBF w wadze półciężkiej, przegrywając jednogłośnie na punkty z Bernardem Hopkinsem. Punktacja: 111-117 i dwukrotnie 112-116.
- Costa Mesa – Juan Carlos Salgado (Meksyk) stracił tytuł mistrza IBF w wadze junior lekkiej, przegrywając przez nokaut w czwartej rundzie z Argenisem Mendezem (Dominikana).

16 marca
- Panama – John Riel Casimero (Filipiny) obronił tytuł mistrza IBF w wadze junior muszej, zwyciężając jednogłośnie na punkty Luisa Alberto Ríosa (Panama). Punktacja: 119-109, 119-109 i 118-108.
- Carson – Timothy Bradley (Stany Zjednoczone) obronił mistrzostwo świata WBO w wadze półśredniej, pokonując jednogłośnie na punkty Rusłana Prowodnikowa (Rosja). Punktacja: 114-113, 114-113 i 115-112. Bradley był liczony w dwunastej rundzie.

22 marca
- Skelmersdale – zmarł Jimmy Lloyd (lat 73), brytyjski bokser, brązowy medalista Igrzysk Olimpijskich w Rzymie (1960).

23 marca
- Magdeburg – Arthur Abraham (Niemcy) stracił tytuł mistrza WBO w wadze super średniej, przegrywając niespodziewanie przez techniczny nokaut w czwartej rundzie z Robertem Stieglitzem.

28 marca
- Moskwa – zmarł Jurij Radoniak (lat 77), rosyjski bokser, srebrny medalista Igrzysk Olimpijskich w Rzymie (1960).

30 marca
- Monte Carlo – Giennadij Gołowkin (Kazachstan) znokautował w trzeciej rundzie Nobuhiro Ishidę (Japonia), broniąc tytuły WBA i IBO w wadze średniej.
- Guasave – Mario Rodríguez (Meksyk) stracił tytuł mistrza IBF w wadze słomkowej, przegrywając jednogłośnie na punkty z Katsunarim Takayamą (Japonia). Punktacja: 119-109, 117-111 i 115-113.

## Kwiecień
6 kwietnia
- Makau – Román Martínez (Portoryko) obronił tytuł mistrza świata WBO w wadze junior lekkiej, pokonując niejednogłośnie na punkty Diego Magdaleno (Stany Zjednoczone). Punktacja: 115-112, 114-113 i 111-116.
- Makau – Brian Viloria (Stany Zjednoczone) stracił tytuły mistrza WBO i WBA Super w wadze muszej, przegrywając niejednogłośnie na punkty z Juanem Francisco Estradą (Meksyk). Punktacja 115-113 dla Vilorii i 116-111 oraz 117-111 dla Estrady.

7 kwietnia
- Osaka – Kōki Kameda (Japonia) obronił tytuł mistrza WBA w wadze koguciej, zwyciężając niejednogłośnie na punkty  Panomroongleka Kaiyanghadaogyma (Tajlandia). Punktacja: 115-113, 115-114 i 113-116.

8 kwietnia
- Tokio – Shinsuke Yamanaka (Japonia) w obronie tytułu mistrza WBC w wadze koguciej pokonał przez techniczny nokaut w dwunastej rundzie Malcolma Tunacao (Filipiny). Tunacao był liczony w rundzie trzeciej (dwukrotnie) i dwunastej.
- Tokio – Toshiyuki Igarashi (Japonia) stracił tytuł mistrza WBC w wadze muszej, przegrywając jednogłośnie na punkty z Akirą Yaegashim (Japonia). Punktacja: 110-115, 109-116 i 108-117.
- Tokio – Takashi Miura (Japonia) zdobył tytuł mistrza WBC w wadze junior lekkiej, zwyciężając przez techniczny nokaut w dziewiątej rundzie Gemaliela Díaza (Meksyk). Díaz był liczony w rundach: trzeciej, szóstej, siódmej i dziewiątej.

13 kwietnia
- Nowy Jork – Guillermo Rigondeaux (Kuba) zunifikował tytuły mistrza WBO i WBA Super w wadze junior piórkowej, zwyciężając jednogłośnie na punkty Nonito Donaire'a (Filipiny). Punktacja: 114-113, 115-112 i 116-111. Rigondeaux był liczony w dziesiątej rundzie.

14 kwietnia
- Dżakarta – Chris John (Indonezja) obronił tytuł WBA Super w wadze piórkowej, remisując z Satoshim Hosono (Japonia). Walka została przerwana w trzeciej rundzie, gdy po przypadkowym zderzeniu głowami kontuzji prawego oka doznał John.

20 kwietnia
- Londyn – Nathan Cleverly (Wielka Brytania) w obronie tytułu mistrza WBO w wadze półciężkiej pokonał jednogłośnie na punkty Robina Krasniqi (Niemcy). Punktacja 119-109 i dwukrotnie 120-108.
- Meksyk – Victor Terrazas (Meksyk) zdobył wakujący tytuł mistrza WBC w wadze junior piórkowej zwyciężając niejednogłośnie na punkty rodaka Cristiana Mijaresa. Punktacja: 114-113, 115-112 i 113-114.
- Nowy Jork – Tyson Fury (Wielka Brytania) w walce eliminacyjnej do tytułu mistrza IBF w wadze ciężkiej znokautował w siódmej rundzie Steve Cunninghama (Stany Zjednoczone). Fury był liczony w drugiej rundzie.
- San Antonio – Saúl Álvarez (Meksyk) zunifikował tytuły mistrza WBC i WBA Super w wadze junior średniej wygrywając jednogłośnie na punkty z Austinem Troutem (Stany Zjednoczone). Punktacja: 115-112, 118-109 i 116-111. Trout był liczony w siódmej rundzie.

27 kwietnia
- Buenos Aires – Sergio Gabriel Martínez (Argentyna) obronił tytułu mistrza WBC w wadze średniej zwyciężając jednogłośnie na punkty Martina Murraya (Wielka Brytania). Sędziowie zgodnie punktowali 115-112. Murray był liczony w ósmej rundzie.
- Nowy Jork – Danny García (Stany Zjednoczone) pokonał jednogłośnie na punkty rodaka Zaba Judaha w obronie tytułów WBA Super i mistrza WBC w wadze lekkopółśredniej. Punktacja: 116-111, 114-112 i 115-112. Judah był liczony w ósmej rundzie.
- Nowy Jork – Peter Quillin (Stany Zjednoczone) w obronie tytułu mistrza WBO w wadze średniej wygrał przez techniczny nokaut w siódmej rundzie z rodakiem  Fernando Guerrero. Guerrero był po dwa razy liczony w rundzie drugiej i siódmej.

## Maj
3 maja
- Si Sa Ket – Yōta Satō (Japonia) stracił tytuł WBC w wadze junior koguciej przegrywając przez techniczny nokaut w ósmej rundzie z Srisaketem Sor Rungvisaiem (Tajlandia).

4 maja
- Helsinki – zmarł Joseph Nsubuga (lat 57), ugandyjski bokser, brązowy medalista Mistrzostw Świata w Hawanie (1974).
- Manheim – Wołodymyr Kłyczko (Ukraina) obronił tytułuły mistrza IBF, WBO, IBO i WBA Super w wadze ciężkiej zwyciężając przez techniczny nokaut w szóstej rundzie Francesco Pianetę (Włochy).
- Las Vegas – Daniel Ponce de León (Meksyk)  stracił tytuł mistrza WBC w wadze piórkowej przegrywając przez techniczny nokaut w dziewiątej rundzie z rodakiem Abnerem Maresem. Ponce de León był liczony w drugiej i dziewiątej rundzie.
- Las Vegas – Floyd Mayweather Jr. (Stany Zjednoczone) w obronie tytułu mistrza WBC w wadze półśredniej pokonał jednogłośnie na punkty rodaka Roberta Guerrero. Punktacja: 117-111 u wszystkich sędziów.

6 maja
- Tokio – Takashi Uchiyama (Japonia) obronił tytuł mistrza WBA w wadze junior lekkiej nokautując w piątej rundzie Jaidera Parrę (Wenezuela).
- Tokio – Kōhei Kōno (Japonia) stracił tytuł mistrza WBA w wadze junior koguciej przegrywając decyzją większości sędziów z Liborio Solisem (Wenezuela). Punktacja: 112-114, 111-115 i 113-113. Solis był liczony w drugiej a Kōno w ósmej rundzie.

11 maja
- Doncaster – Jamie McDonnell (Wielka Brytania) zdobył wakujący tytuł mistrza IBF w wadze koguciej zwyciężając decyzją większości sedziów Julio Ceję (Meksyk). Punktacja: 114-114, 115-113 i 118-110.
- Glasgow – Ricky Burns (Wielka Brytania) obronił tytuł mistrza WBO w wadze lekkiej pokonując Jose A. Gonzaleza (Portoryko). Gonzalez nie wyszedł do dziesiątej rundy.

17 maja
- Moskwa – Denis Lebiediew (Rosja) stracił tytuł mistrza WBA w wadze junior ciężkiej przegrywając przez nokaut w jedenastej rundzie z Guillermo Jonesem (Panama).
- Moskwa – Aleksander Powietkin (Rosja) w obronie tytułu mistrza WBA w wadze ciężkiej pokonał przez techniczny nokaut w trzeciej rundzie Andrzeja Wawrzyka (Polska).

25 maja
- Londyn – Carl Froch (Wielka Brytania) zunifikował tytuły IBF i WBA Super w wadze super średniej zwyciężając jednogłośnie na punkty Mikkela Kesslera (Dania). Punktacja: 116-112, 115-113 i 118-110.
- Londyn – Tony Bellew (Wielka Brytania) pokonał jednogłośnie na punkty Isaaca Chilembę (Malawi) w eliminatorze do tytułu WBC w wadze półciężkiej. Punktacja: 116-112, 117-112 i 116-112.
- Buenos Aires – Omar Andrés Narváez (Argentyna) w obronie tytułu mistrza WBO w wadze junior koguciej wygrał niejednogłośnie na punkty z Felipe Oracutą (Meksyk). Punktacja: 115-113, 115-113 i 110-118.

## Czerwiec
1 czerwca – 8 czerwca
- Mińsk – MISTRZOSTWA EUROPY

8 czerwca
- Hannover – Marco Huck (Niemcy) w obronie tytułu mistrza WBO w wadze junior ciężkiej zwyciężył na punkty Olę Afolabiego (Wielka Brytania). Punktacja: 117-111, 115-113 i 114-114.
- Montreal – Chad Dawson (Stany Zjednoczone) stracił tytuł mistrza WBC w wadze półciężkiej przegrywając przez nokaut w pierwszej rundzie z Adonisem Stevensonem (Kanada).
- Las Vegas – Juan Carlos Sánchez Jr. pokonał jednogłośnie na punkty Roberto Domingo Sosę (Argentyna). Tytuł mistrza IBF w wadze junior koguciej był w stawce jedynie dla Sosy. Sánchez stracił go w przeddzień pojedynku nie mogąc dotrzymać limitu wagowego.

15 czerwca
- Dallas – Miguel Angel Garcia (Stany Zjednoczone) zwyciężył przez techniczny nokaut w czwartej rundzie Juana Manuela Lopeza (Portoryko). Tytuł mistrza WBO w wadze piórkowej był w stawce jedynie dla Lopeza. Garcia stracił go w przeddzień pojedynku nie mogąc dotrzymać limitu wagowego.

20 czerwca – 30 czerwca
- – 18 MISTRZOSTWA AFRYKI

21 czerwca
- Moskwa – Krzysztof Włodarczyk (Polska) obronił tytułu WBC w wadze junior ciężkiej pokonując w ósmej rundzie przez techniczny nokaut Rachima Czakijewa (Rosja). Czakijew był liczony w szóstej, siódmej i dwukrotnie w ósmej rundzie a Włodarczyk w trzeciej.

22 czerwca
- Nowy Jork – Paul Malignaggi (Stany Zjednoczone) stracił tytuł mistrza WBA w wadze półśredniej przegrywając niejednogłośnie na punkty z Adrienem Bronerem (Stany Zjednoczone). Punktacja 115=113, 113-115 i 111-117.
- Nowy Jork – Sakio Bika (Australia) zdobył wakujący tytuł mistrza WBC w wadze super średniej zwyciężając na punkty Marco Antonio Peribana (Meksyk). Punktacja: 115-113, 114-114 i 116-112.
- Mendoza – Juan Carlos Reveco (Argentyna) obronił tytuł mistrza WBA w wadze muszej wygrywając przez techniczny nokaut w ósmej rundzie z Ulisesem Larą (Meksyk). Lara był liczony dwukrotnie w szóstej i trzykrotnie w ósmej rundzie.

28 czerwca
- Dubai – Xiong Zhaozhong (Chiny) w obronie tytułu WBC w wadze słomkowej pokonał na punkty Denvera Cuello (Filipiny). Punktacja: 113-113, 115-112 i 113-110.

29 czerwca
- Mashantucknet – Giennadij Gołowkin (Kazachstan) obronił tytułu mistrza WBA i IBO w wadze średniej nokautując w trzeciej rundzie Matthew Macklina (Wielka Brytania).

## Lipiec
13 lipca
- Manila – Merlito Sabillo (Filipiny) obronił tytuł mistrza WBO w wadze słomkowej nokautując w dziewiątej rundzie Jorle Estradę (Kolumbia).
- Drezno – Robert Stieglitz (Niemcy) obronił tytuł mistrza WBO w wadze super średniej pokonując przez techniczny nokaut w dziesiątej rundzie Yuzo Kiyota (Japonia).
- Monte Carlo – Chabib Ałłachwierdijew (Rosja) w obronie tytułu mistrza WBA i IBO w wadze lekkopółśredniej zwyciężył przez techniczny nokaut w jedenastej rundzie Souleymane M’baye (Francja).

23 lipca
- Tokio – Kōki Kameda (Japonia) pokonał jednogłośnie na punkty Johna Marka Apolinario (Filipiny) w obronie tytułu mistrza WBA w wadze koguciej. Punktacja: 117-109, 118-108 i 119-107. Apolinario był liczony w rundzie dziesiątej i dwunastej.
- Hempstead – zmarł Emile Griffith (lat 75), bokser z Wysp Dziewiczych, zawodowy mistrz świata wagi półśredniej w latach 1961-1966 i średniej w latach 1966-1968.

27 lipca
- Makau – Jewgienij Gradowicz (Rosja) w obronie tytułu mistrza IBF w wadze piórkowej pokonał jednogłośnie na punkty Mauricio Javier Munoz (Argentyna). Punktacja: 120-108, 119-109 i 119-109.
- Makau – Juan Francisco Estrada (Meksyk) w obronie tytułów mistrza WBO i WBA Super w wadze muszej zwyciężył jednogłośnie na punkty Milan Melindo (Filipiny). Punktacja: 117-109, 118-109 i 118-109.

## Sierpień
10 sierpnia
- Panama – Anselmo Moreno (Panama) obronił tytuł WBA Super w wadze koguciej wygrywając jednogłośnie na punkty z Williamem Uriną (Kolumbia). Punktacja 118-110, 116-112 i 118-110.

12 sierpnia
- Tokio – Shinsuke Yamanaka (Japonia) obronił tytuł mistrza WBC w wadze koguciej nokautując w pierwszej rundzie Jose Nievesa (Portoryko).
- Tokio – Akira Yaegashi (Japonia) obronił tytuł mistrza WBC w wadze muszej pokonując jednogłośnie na punkty Oscara Blanqueta (Meksyk). Punktacja: 116-110, 115-111 i 116-110.

17 sierpnia
- Atlantic City – Kiko Martinez (Hiszpania) zdobył tytuł mistrza IBF w wadze junior piórkowej zwyciężając przez techniczny nokaut w szóstej rundzie Jonathana Romero (Kolumbia).
- Atlantic City – Darren Barker (Wielka Brytania) zdobył tytuł mistrza IBF w wadze średniej pokonując po niejednogłośnej decyzji sędziów Daniela Geale (Australia). Punktacja: 114-113, 116-111 i 113-114.

17 sierpnia – 26 sierpnia
- Kijów – MISTRZOSTWA ŚWIATA JUNIORÓW

23 sierpnia
- Verona - Argenis Mendez (Dominikana) obronił tytuł mistrza IBF wadze junior lekkiej remisując po niejednogłośnej decyzji sędziów z Arashem Usmanee (Kanada). Punktacja: 114-114, 114-114 i 113-115.

## Wrzesień
3 września
- Takamatsu - Daiki Kameda zdobył wakujący tytuł IBF w wadze junior koguciej zwyciężając jednogłośnie na punkty Rodrigo Guerrero (Meksyk). Punktacja: 117-109, 114-112 i 116-110.

14 września
- Las Vegas  – Ishe Smith (Stany Zjednoczone) stracił tytuł mistrza IBF w wadze junior średniej przegrywając niejednogłośnie na punkty z Carlosem Moliną (Meksyk). Punktacja: 112-116, 111-117 i 116-112.
- Las Vegas - Danny Garcia obronił tytuły mistrza WBC i WBA Super w wadze lekkopółśredniej zwyciężając jednogłośnie na punkty Lucasa Martina Matthysse (Argentyna). Punktacja: 114-112, 115-111 i 114-112. Matthysse był liczony w jedenastej rundzie.
- Las Vegas - Floyd Mayweather Jr. zwyciężył na punkty w pojedynku o tytuły mistrza WBC i WBA Super w wadze junior średniej Saúla Álvareza. Punktacja: 116-112, 114-114 i 117-111.

## Październik
4 października – 20 października
- Ałmaty – MISTRZOSTWA ŚWIATA

5 października
- Moskwa - Wołodymyr Kłyczko (Ukraina) obronił tytułu mistrza IBF, WBO, WBA Super i IBO w wadze ciężkiej zwyciężając jednogłośnie na punkty Aleksandra Powietkina (Rosja). Wszyscy sędziowie punktowali 119-104. Powietkin był liczony w rundzie drugiej i trzykrotnie w siódmej.

26 października
- Atlantic City - Bernard Hopkins (Stany Zjednoczone) obronił tytuł mistrza IBF w wadze półciężkiej pokonując jednogłośnie na punkty Karo Murata (Niemcy). Punktacja: 119-108, 119-108 i 117-110.
- Manila - John Riel Casimero (Filipiny) obronił tytuł mistrza IBF w wadze junior muszej wygrywając przez techniczny nokaut w jedenastej rundzie z Felipem Salguero (Meksyk). Salguero był liczony w rundzie 8, 9 i 11.

## Listopad
2 listopada
- Nowy Jork Giennadij Gołowkin (Kazachstan) obronił tytuł mistrza świata WBA i IBO w kategorii średniej, pokonując przez poddanie w 8. rundzie Curtisa Stevensa

9 listopada
- Corpus Christi Román Martínez (Portoryko) utracił tytuł mistrza świata w kategorii superpiórkowej, przegrywając z Miguelem Garcíą (USA).
- Demetrius Andrade (USA) zdobył mistrzostwo świata WBO w kategorii junior średniej, pokonując niejednogłośnie na punkty Vanesa Martirosyana.

10 listopada
- Shinsuke Yamanaka (Japonia) obronił mistrzostwo świata WBC w kategorii koguciej, nokautując w 9. rundzie Alberta Guevarę.

16 listopada
- Ontario - Andre Ward (Stany Zjednoczone) obronił tytuł mistrza świata WBA Super w kategorii superśredniej, pokonując jednogłośnie na punkty (117-106, 117-107, 116-108) Edwina Rodrígueza (Dominikana).

 23 listopada
Jewgienij Gradowicz (Rosja) obronił tytuł mistrza świata IBF w kategorii piórkowej, nokautując w 9. rundzie Billy’ego Diba.
23 listopada
- Carl Froch (GB) obronił tytuł mistrza świata IBF w kategorii superśredniej, pokonując George’a Grovesa (GB).

## Grudzień
7 grudnia
- Stuttgart - Darren Barker (Wielka Brytania)  Felix Sturm (Niemcy) w obronie tytułu IBF w wadze średniej

ZAPOWIEDZI
Liczba gwiazdek  (1-5) – atrakcyjność pojedynku według portalu BoxRec.com